# Port lotniczy Xieng Khouang
Port lotniczy Xieng Khouang (IATA: XKH, ICAO: VLXK) – port lotniczy położony w Phonsavan w Laosie.